# Fast Search & Transfer
Fast Search & Transfer (FAST) é uma desenvolvedora de tecnologias de busca norueguesa fundada em 1997 e listada na Bolsa de Valores de Oslo.
Em 2003, Fast Search & Transfer vendeu AlltheWeb, um motor de busca desenvolvido pela empresa, para Overture (hoje Yahoo!).